# Filinia limnetica
Filinia limnetica är en hjuldjursart som först beskrevs av Otto Zacharias 1893.
Filinia limnetica ingår i släktet Filinia och familjen Trochosphaeridae. Inga underarter finns listade i Catalogue of Life.